# Estreito McFarlane

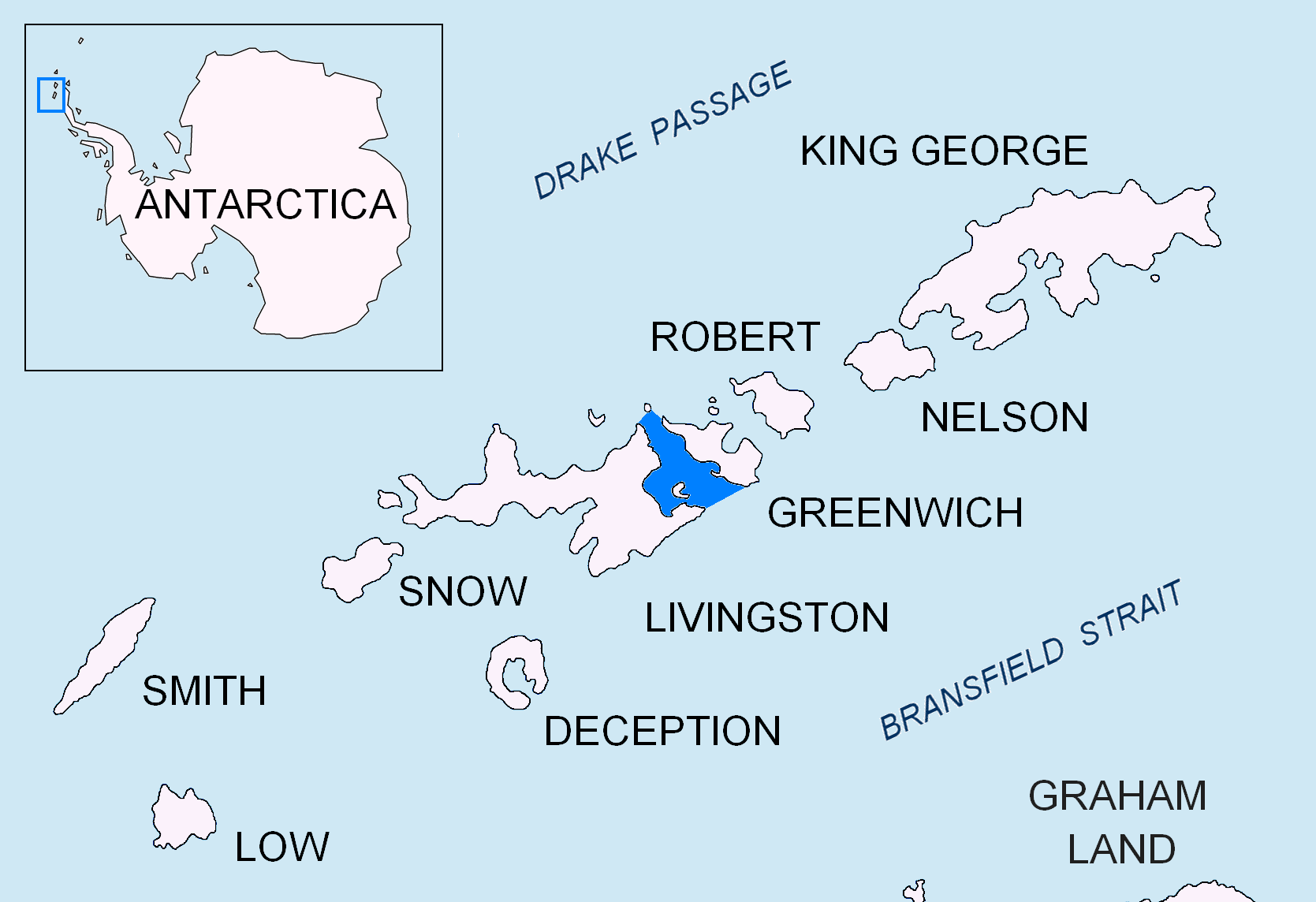
Localização do estreito McFarlane nas ilhas Shetland do Sul

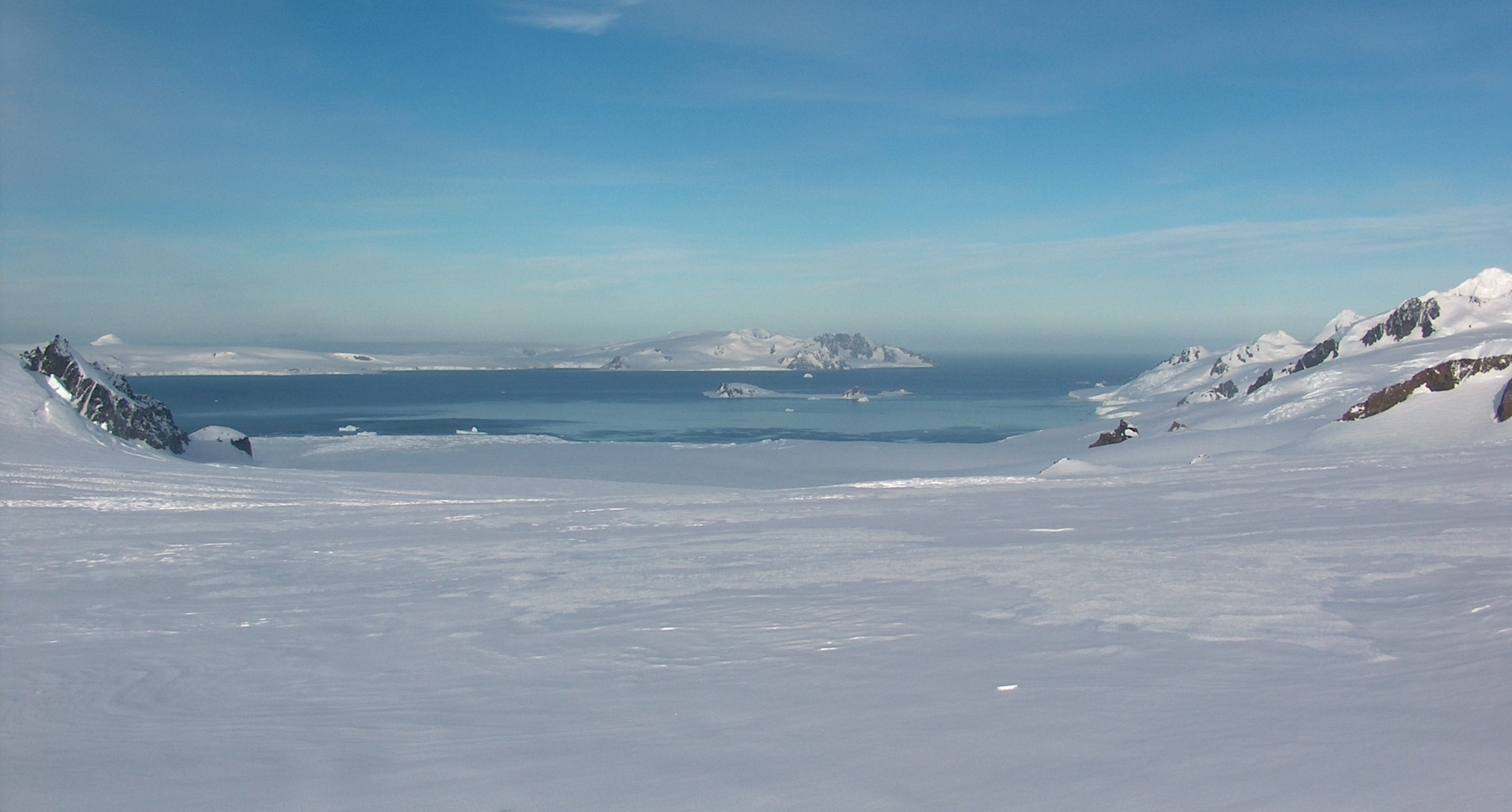
O estreito McFarlane visto da geleira Huron, a ilha Falkland com a ilha Meia-Lua e a Ilha Greenwich ao fundo.

O estreito McFarlane tem 24,5 km de extensão e 3,35 km de largura situado entre a ilha Greenwich e a ilha Livingston, nas ilhas Shetland do Sul. O nome aparece em um mapa de 1822 feito pelo capitão George Powell, um caçador de focas britânico, e agora está bem estabelecido pelo uso internacional.

## Localização
O estreito está centralizado em (62° 30′ 22,7″ S, 59° 59′ 13,2″ O) (O mapeamento britânico foi feito em 1822 e 1968, o mapeamento chileno em 1971, mapeamento argentino em 1980, o mapeamento espanhol em 1991, o mapeamento búlgaro em 2005 e 2009).

## Mapas
- Mapa de conteúdo da Shetland do Sul incluindo a Ilha Coronação, &c. da exploração da chalupa Dove nos anos 1821 e 1822 do Comandante George Powell da mesma. Scale ca. 1:200000. London: Laurie, 1822.
- L.L. Ivanov et al., Antarctica: Livingston Island and Greenwich Island, South Shetland Islands (do Estreito Inglês ao Estreito Morton, com ilustrações e distribuição de capa de gelo), 1:100000 scale topographic map, Antarctic Place-names Commission of Bulgaria, Sofia, 2005
- L.L. Ivanov. Antarctica: Livingston Island and Greenwich, Robert, Snow and Smith Islands. Scale 1:120000 topographic map.  Troyan: Manfred Wörner Foundation, 2009.  ISBN 978-954-92032-6-4